# Ашкадар
Ашкада́р (баш. МФА: Ашҡаҙаро файле) — река на Южном Урале, в Республике Башкортостан, левый приток Белой.
Впадает у города Стерлитамак. Берёт начало западее села Ижбуляк Фёдоровского района Республики Башкортостан, далее течёт по Мелеузовскому и Стерлитамакскому районам. Длина реки — 165 км. Общее падение отметок от истока до устья — 271 м, площадь водосборного бассейна — 3780 км², средняя высота — 253 м.
Гидроним возводят к иранским языкам, сопоставляя с персидским 'ашка' — «белый», «чистый», 'дарья' — «река».
Верхняя часть бассейна лежит в пределах Бугульминско-Белебеевской возвышенности, где встречаются широколиственные леса из клёна, дуба, липы. Нижняя часть бассейна реки Ашкадар представляет низменную равнину с чернозёмами и степной растительностью. Залесённость бассейна — 5 %, распаханность — 70 %. Питание реки Ашкадар, главным образом, снеговое. Среднегодовой расход в устье — 16,7 м³/с.

## Притоки
Объекты перечислены по порядку от устья к истоку.
- 2 км: Стерля
- 24 км: Сухайля
- 36 км: Тюрюшля
- 53 км: Кундряк (Кундряк-Баш)
- 94 км: Малая Балыклы
- 103 км: Четырман
- 116 км: Большая Балыклы
- 122 км: Балталы
- 122 км: Ночаелга (Нога-Елга)
- 124 км: Кармалка
- 151 км: Беркутла
- Ольховка